# Малое Советское
Ма́лое Сове́тское (также Советское) — пресноводное озеро в Туруханском районе Красноярского края, расположено в междуречье рек Таз и Енисей, в западной части Нижнеенисейской
возвышенности. Входит в группу Советских озёр, являясь самым южным из них. На севере через протоку Чингника соединено с озером Большое Советское, принадлежит бассейну Енисея.

## Общие сведения
Площадь озера 57 км², что ставит его на 41-е место среди озёр Красноярского края и на 216-е место среди озёр России. Площадь водосборного бассейна — 376 км². Высота над уровнем моря — 64 м. Протяжённость озера 12 км, ширина достигает 11 км.

## Описание
Озеро имеет сложную форму, с несколькими крупными заливами (например, залив Турнака на востоке и залив Дюпкун на юге, из которого вытекает Советская Речка ). Острова отсутствуют; с западной части в озеро вдаётся крупный полуостров Бур, на котором находится большое количество мелких озёр. Берега пологие, заболоченные, на них преобладает тундровый ландшафт с небольшими включениями участков леса. Озеро Номнякит находится в 0,5 км к юго-западу.
В 60 км к югу расположен ближайший населённый пункт, посёлок Советская Речка. Озеро и посёлок связаны между собой рекой Советская, которая в период навигации является основной коммуникационной артерией. На берегах самого озера имеются постоянные стойбища местных коренных народов, которые занимаются промыслом рыбы.